# Marquesado de Villalba (1567)
El marquesado de Villalba es un título nobiliario español concedido el 28 de septiembre de 1567 por el rey Felipe II de España a favor de Lorenzo Suárez de Figueroa y Dormer, futuro II duque de Feria, virrey de Galicia y de Sicilia y embajador de España en Roma para que lo ostentaran los herederos de la Casa de Feria.

## Denominación
El título hace referencia al municipio extremeño de Villalba de los Barros, en la provincia de Badajoz (España). 

## Marqueses de Villalba
|                        | Titular                                                                     | Periodo                |
| Creación por Felipe II | Creación por Felipe II                                                      | Creación por Felipe II |
| ---------------------- | --------------------------------------------------------------------------- | ---------------------- |
| I                      | Lorenzo Suárez de Figueroa y Dormer                                         | 1567-1607              |
| II                     | Gómez Suárez de Figueroa y Córdoba                                          | 1607-1634              |
| III                    | Lorenzo Gaspar Suárez de Figueroa y Córdoba                                 | 1634-1634              |
| IV                     | Luis Ignacio Fernández de Córdoba y Aguilar                                 | 1634-1665              |
| V                      | Luis Francisco Fernández de Córdoba Figueroa y Aguilar                      | 1665-1690              |
| VI                     | Manuel Fernández de Córdoba Figueroa y de la Cerda                          | 1690-1700              |
| VII                    | Nicolás Fernández de Córdoba y de la Cerda                                  | 1700-1739              |
| VIII                   | Luis Antonio Fernández de Córdoba y Spínola de la Cerda                     | 1739-1768              |
| IX                     | Pedro de Alcántara Fernández de Córdoba-Figueroa de la Cerda y Moncada      | 1768-1789              |
| X                      | Luis María Fernández de Córdoba-Figueroa y Gonzaga                          | 1789-1806              |
| XI                     | Luis Joaquín Antonio Fernández de Córdoba-Figueroa y Benavides              | 1806-1840              |
| XII                    | Luis Tomás Fernández de Córdoba-Figueroa y Ponce de León                    | 1840-1852/1873         |
| XIII                   | Antonio María del Rosario Fernández de Córdoba-Figueroa y Pérez de Barradas | 1849-1852              |
| XIV                    | Luis Jesús María Fernández de Córdoba-Figueroa y Salabert                   | 1880-1956              |
| XV                     | Victoria Eugenia Fernández de Córdoba y Fernández de Henestrosa             | 1956-1969              |
| XVI                    | Rafael de Medina y Fernández de Córdoba                                     | 1969-2001              |
| XVII                   | Rafael de Medina y Abascal                                                  | 2002-hoy               |

## Historia de los marqueses de Villalba
- Lorenzo Suárez de Figueroa y Dormer (20 de septiembre de 1559-27 de enero de 1607), I marqués de Villalba,[3] y II duque de Feria. Lorenzo Suárez era hijo de Gomes III Suárez de Figueroa y Córdoba, V conde y I duque de Feria, y de su esposa Jane Dormer, dama de la Reina de Inglaterra María Tudor.[1]

Casó en primeras nupcias en 1577 con Isabel de Cárdenas (m. 1578), hija de Bernardino de Cárdenas, II marqués de Elche y de Juana de Portugal. Sin descendientes. Contrajo un segundo matrimonio 1581 con Beatriz Álvarez de Toledo, y en terceras nupcias alrededor de 1586 con  Isabel de Mendoza, hija del V duque del Infantado. Le sucedió su hijo del segundo matrimonio:
- Gómez IV Suárez de Figueroa y Córdoba (30 de diciembre de 1587-Guadalajara, 1634), II marqués de Villalba, III duque de Feria.[3]

Casó en primeras nupcias el 20 de agosto de 1607 con Francisca Cardona y Córdoba y en segundas, el 18 de mayo de 1625, en Montilla, con su sobrina,  Ana Fernández de Córdoba y Enríquez de Ribera. Le sucedió, de su segunda esposa, su hijo:
- Lorenzo Gaspar Suárez de Figueroa y Córdoba (1629-1634), III marqués de Villalba y IV duque de Feria.[3] Falleció a los pocos meses de fallecer su padre,[3] cuando él solo tenía cinco años de edad.

Le sucedió el hijo de su abuelo Alonso Fernández de Córdoba y Enríquez de Ribera (1588-1645), V duque de Feria, V marqués de Priego, II marqués de Montalbán, III marqués de Villafranca, III marqués de la Celada, que casó con Juana Enríquez de Ribera, hija del IV marqués de Tarifa:
- Luis Ignacio Fernández de Córdoba y Aguilar (Montilla, 6 de septiembre de 1623-26 de agosto de 1665), IV marqués de Villalba,[5] VI duque de Feria, VI marqués de Priego, IV marqués de Villafranca, IV marqués de Celada y IV marqués de Montalbán.[3]

Casó con Mariana Fernández de Córdoba Carmona y Aragón, hija del VII duque de Sessa. Le sucedió su hijo:
- Luis Francisco Fernández de Córdoba Figueroa y Aguilar (Montilla, 22 de septiembre de 1650-Madrid, 27 de agosto de 1690), V marqués de Villalba,[5] VII duque de Feria, VII marqués de Priego, V marqués de Montalbán, V marqués de Villafranca, V marqués de la Celada (este título fue enajenado, con licencia real, a favor de Diego Benítez de Lugo y Vergara).

Casó el 29 de octubre de 1675, en Madrid, con Feliche María de la Cerda y Aragón, hija del VIII duque de Medinaceli. Le sucedió su hijo:
- Manuel Fernández de Córdoba Figueroa y de la Cerda (Zafra, 1679-11 de junio de 1700), VI marqués de Villalba,[5] VIII duque de Feria, VIII marqués de Priego, VI marqués de Montalbán y VI marqués de Villafranca.[5] Sin descendientes. Le sucedió su hermano:

- Nicolás Fernández de Córdoba y de la Cerda (24 de junio de 1682-19 de marzo de 1739), VII marqués de Villalba,[6] IX duque de Feria, X duque de Medinaceli,[7] IX marqués de Priego, etc.[5]

Casó el 30 de septiembre de 1703 con Gerónima Spínola y de la Cerda, hija del IV marqués de los Balbases. Le sucedió su hijo:
- Luis Antonio Fernández de Córdoba y Spínola de la Cerda (Madrid, 20 de septiembre de 1704-14 de enero de 1768), VIII marqués de Villalba,[8] XI duque de Medinaceli,[7] X duque de Feria,[8] IX duque de Alcalá de los Gazules, XI duque de Segorbe, XII duque de Cardona etc.

Casó en primeras nupcias en 1722 con María Teresa de Moncada Aragón y Benavides, VII duquesa de Camiña, VII marquesa de Aytona, XII marquesa de Villarreal, IV marquesa de la Puebla de Castro, XV condesa de Osona, XI condesa de Medellín, XI condesa de Alcoutim etc.  Contrajo un segundo matrimonio el 27 de noviembre de 1763 con María Francisca Pignatelli de Aragón y Gonzaga. Le sucedió su hijo del primer matrimonio:
- Pedro de Alcántara Fernández de Córdoba Figueroa de la Cerda y Moncada (Madrid, 10 de noviembre de 1730-24 de noviembre de 1789), IX marqués de Villalba,[8] XI duque de Feria,  XII duque de Medinaceli,  etc.[8]

Casó el 2 de abril de 1747, en Madrid, con María Francisca Gonzaga y Caracciolo (m. 1757), hija de Francesco Gonzaga, I duque de Solferino, con quien tuvo tres hijos. En segundas nupcias, casó con María Petronila de Alcántara Enríquez y Cernecio Pimentel y Guzmán, VII marquesa de Mancera, VIII marquesa de Malpica, IX marquesa de Povar, V marquesa de Montalvo, condesa de Gondomar, con quien tuvo siete hijos. Le sucedió su hijo del primer matrimonio:
- Luis María Fernández de Córdoba-Figueroa y Gonzaga (Madrid, 17 de abril de 1749-12 de noviembre de 1806),  X marqués de Villalba,[10] XII duque de Feria, XIII duque de Medinaceli, etc.[11]

Casó el 6 de febrero de 1764, en Madrid, con su prima Joaquina María de Benavides y Pacheco Téllez-Girón. Le sucedió su hijo:
- Luis Joaquín Antonio Fernández de Córdoba-Figueroa y Benavides (12 de agosto de 1780-7 de julio de 1840), XI marqués de Villalba,[12] XIII duque de Feria, XIV duque de Medinaceli, etc.[12]

Casó el 25 de mayo de 1802 con María de la Concepción Ponce de León y Carvajal. Le sucedió su hijo:
- Luis Tomás Fernández de Córdoba-Figueroa y Ponce de León (Gaucín, 18 de septiembre de 1813-París, 6 de enero de 1873), XII marqués de Villalba,[13] XIV duque de Feria,[14] XV duque de Medinaceli, etc.[13]

Se casó el 9 de agosto de 1848, siendo su primer esposo, con Ángela Apolonia Pérez de Barradas y Bernuy, I y única duquesa de Denia y Tarifa. En 1847 cedió el ducado de Feria a su hermano, Antonio María Fernández de Córdoba-Figueroa y Ponce de León, que fue el XV duque de Feria, pero recuperó el ducado a la muerte de este el 1 de octubre de 1853 y lo mantuvo hasta que falleció en 1873. Antonio María había casado el 2 de agosto de 1848 con María Rosario Pérez Barradas y Bernuy, hermana de su cuñada. El único hijo de Antonio María, como primogénito de su padre, XV duque de Feria, fue el siguiente marqués de Villalba.
- Antonio María del Rosario Fernández de Córdoba-Figueroa y Pérez de Barradas (24 de mayo de 1849-26 de junio de 1852), XIII marqués de Villalba por cesión de su tío, Luis Tomás,[16] y XIII marqués de Villafranca por cesión de su tío carnal.[12] Falleció a los tres años y le sucedió su sobrino, hijo de Luis María de Constantinopla Fernández de Córdoba y Pérez de Barradas (m. 1879) y de su segunda esposa, Casilda Remigia de Salabert y Arteaga:[18]

- Luis Jesús María Fernández de Córdoba-Figueroa y Salabert (Madrid, 16 de enero de 1880-13 de julio de 1956), XIV marqués de Villalba,[19]  XVII duque de Feria, XVII duque de Medinaceli, etc.[15]

Caso en primeras nupcias el 5 de junio de 1911, en Madrid, con Ana María de los Dolores Fernández de Henestrosa y Gayoso de los Cobos (m. 1939), y en segundas en 1939 con Concepción Rey de Pablo-Blanco. Le sucedió su hija del primer matrimonio:
- Victoria Eugenia Fernández de Córdoba y Fernández de Henestrosa (Madrid, 16 de abril de 1917-Sevilla, 18 de agosto de 2013), XV marquesa de Villalba,[19] XVIII duquesa de Medinaceli, XVIII duquesa de Feria, IV duquesa de Denia, IV duquesa de Tarifa, etc.[19]

Casó el 12 de enero de 1938, en Sevilla, con Rafael de Medina y de Vilallonga. En 1969 cedió el marquesado de Villalba y el ducado de Feria a su hijo:
- Rafael de Medina y Fernández de Córdoba (Sevilla, 10 de agosto de 1942-4 de agosto de 2001), XVI marqués de Villalba, XIX duque de Feria.[20]

Casó con Natividad Abascal y Romero-Toro. Le sucedió su hijo:
- Rafael de Medina y Abascal (n. 23 de septiembre de 1978), XVII marqués de Villalba y XX duque de Feria.[20] Ha cedido el marquesado de Villalba a su hermano, Luis de Medina y Abascal,[21] aunque aún no se ha expedido el real despacho.

Casó el 16 de octubre de 2010, en Toledo, con Laura Vecino y Acha (n. 1979). Padres de Rafael y Laura  de Medina y Vecino (mellizos, nacidos el 26 de noviembre de 2012).